# Idiodes primaria
Idiodes primaria är en fjärilsart som beskrevs av Walker 1862. Idiodes primaria ingår i släktet Idiodes och familjen mätare. Inga underarter finns listade i Catalogue of Life.